# 그레이스 파파야

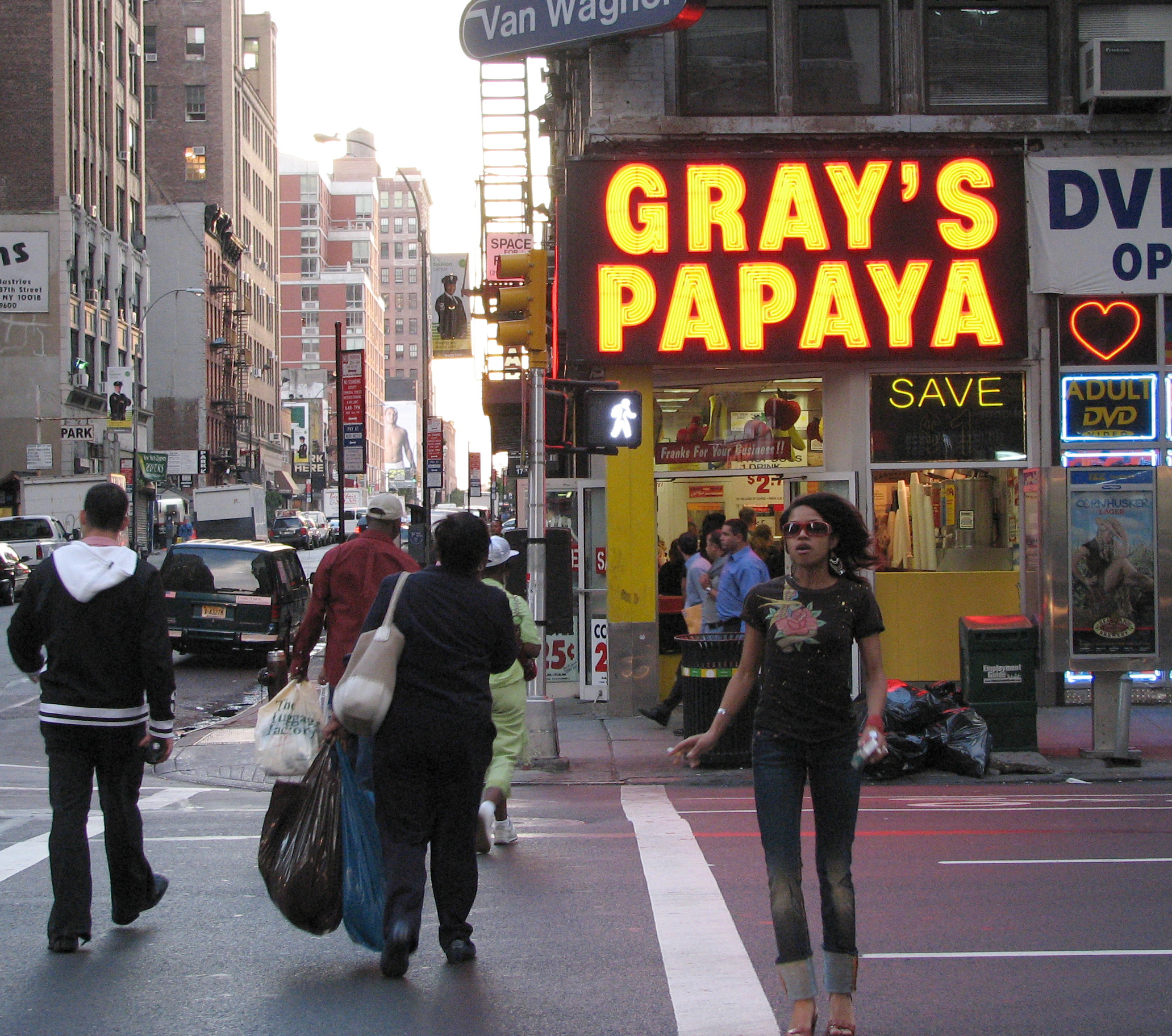
그레이스 파파야

그레이스 파파야(Gray's Papaya)는 맨해튼 웨스트사이드 두 곳에 위치한 핫도그 체인 가게이다. 24시간 영업한다. 그레이스 파파야는 비싸지 않고, 좋은 품질의 핫도그로 유명하다. "파파야"는 가게에서 파는 파파야 음료를 뜻한다. 핫도그 말고도, 오렌지, 포도, 피냐 콜라다, 코코넛 샴페인 (무알코올), 바나나 다이키리 (무알코올) 과일 음료를 팔고 있다. 파파야는 전 파트너 파파야 킹의 폴 그레이(Paul Gray)에 의해 1973년 설립되었다. 이 가게는 많은 드라마나 영화에 등장하는데, 대표적으로 《섹스 앤 더 시티》의 2002년 에피소드 "Plus One is the Loneliest Number"에 등장한다.